# الیویا هاسی
الیویا هاسی (انگلیسی: Olivia Hussey؛ زادهٔ ۱۷ آوریل ۱۹۵۱ – درگذشتهٔ ۲۷ دسامبر ۲۰۲۴) بازیگر انگلیسی زادهٔ آرژانتین بود. وی از سال ۱۹۶۴ میلادی تا سال ۲۰۱۸ میلادی، مشغول فعالیت بود.

## بخشی از فیلم‌شناسی
- رومئو و ژولیت (۱۹۶۸)
- افق گمشده (۱۹۷۳)
- کریسمس سیاه (۱۹۷۴)
- مرگ بر روی نیل (۱۹۷۸)
- گربه و قناری (۱۹۷۹)
- ویروس (۱۹۸۰)
- هدف آسان (۱۹۸۲)
- بالاتر از جنگ (۱۹۹۰)
- عیسی ناصری (۱۹۷۷)
- دزد دریایی (۱۹۷۸)
- آیوانهو (۱۹۸۲)
- جواهرفروشی (۱۹۸۸)
- روانی ۴ (۱۹۹۰)
- آن (۱۹۹۰)
- پینکی و برین (۱۹۹۸)
- سوپرمن: مجموعه پویانمایی (۱۹۹۹)
- فضای مرکزی (۲۰۰۵)